# Mit rejt Jimmy koponyája?
A Mit rejt Jimmy koponyája? (eredeti cím: Out of Jimmy's Head) egy amerikai élőszereplős rajzfilmsorozat, amelyet a Brookwell McNamara Entertainment és a Cartoon Network Studios közösen gyártott. A sorozat az Agyátültetés című telefilm alapján készült. Magyarországon 2008. október 6-án mutatták be.

## Cselekmény
Egy vidámparkban történt baleset miatt Jimmy Roberts, egy kissrác fejébe kerül Milt Appleday, a híres rajzfilmkészítő lefagyasztott agya. A baleset óta Jimmy rengeteg kalandot él át a fejéből gyakran kijövő barátaival: Golly Gopherrel, Dolly Gopherrel, Tuxszal, a pingvinnel és a többiekkel, akiket Jimmy-n kívül senki sem lát. Jimmynek emellett gyakran meg kell küzdenie idegesítő földönkívüli nővérével, a szerelemmel, vagy éppen Milt Appleday gonosz fiával, Sonny Appledayjel aki meg akarja szerezni Jimmy agyát, mert azt hiszi, hogy így uralkodhat a világon. Szerencsére a rajzfilmfigurák mindig Jimmy segítségére sietnek.

## Szereplők
| Szereplő            | Színész           | Magyar hang          |
| ------------------- | ----------------- | -------------------- |
| Jimmy Roberts       | Dominic Janes     | Timon Barna          |
| Craig Wheeler       | Jon Kent Ethridge | Penke Bence          |
| Robin Wheeler       | Tinashe Kachingwe | Csifó Dorina         |
| Yancy Roberts       | Rhea Lando        | Vadász Bea           |
| Louisa Roberts      | Rachel Quaintance | Hámori Eszter        |
| Ken Roberts         | Bil Dwyer         | Szabó Sipos Barnabás |
| Sonny Appleday      | Matt Knudsen      | Besenczi Árpád       |
| Golly Gopher        | Carlos Alazraqui  | Lippai László        |
| Dolly Gopher        | Ellen Greene      | Bálint Sugárka       |
| Tux, a pingvin      | Tom Kenny         | Háda János           |
| Crocco, az aligátor | Brian Posehn      | Maday Gábor          |
| Pickles és Prickles | Nem beszélnek     | Nem beszélnek        |

## Magyar változat
A szinkront a Mafilm Audio Kft. készítette.
- Magyar szöveg: Joó Eszter
- Hangmérnök: Tóth Péter Ákos
- Vágó: Simkóné Varga Erzsébet
- Gyártásvezető: Kablay Luca
- Szinkronrendező: Nikodém Zsigmond

## Epizódok
| Bemutató dátuma | #  | Magyar cím   | Eredeti cím         |  |
| --------------- | -- | ------------ | ------------------- |  |
|                 |    |              |                     |  |
| FILM            |    |              |                     |  |
|                 |    |              |                     |  |
| 2008.10.05      | F1 | Agyátültetés | Re-Animated         |  |
|                 |    |              |                     |  |
| EPIZÓDOK        |    |              |                     |  |
|                 |    |              |                     |  |
| 2008.10.06      | 01 |              | Talent Show         |  |
|                 |    |              |                     |  |
| 2008.10.07      | 02 |              | Friends             |  |
|                 |    |              |                     |  |
| 2008.10.09      | 03 |              | Sleepover           |  |
|                 |    |              |                     |  |
| 2008.10.10      | 04 |              | Mascot              |  |
|                 |    |              |                     |  |
| 2008.10.31      | 05 | Szellem      | Ghosts              |  |
|                 |    |              |                     |  |
| 2008.10.13      | 06 |              | Sick Day            |  |
|                 |    |              |                     |  |
| 2008.10.15      | 07 |              | Bully               |  |
|                 |    |              |                     |  |
| 2008.10.14      | 08 |              | Skate Night         |  |
|                 |    |              |                     |  |
| 2008.10.08      | 09 |              | Soda                |  |
|                 |    |              |                     |  |
| 2008.10.17      | 10 |              | Detention           |  |
|                 |    |              |                     |  |
| 2008.10.20      | 11 |              | Ambush              |  |
|                 |    |              |                     |  |
| 2008.10.23      | 12 |              | Cartoons Drive      |  |
|                 |    |              |                     |  |
| 2008.10.16      | 13 |              | Outdoors            |  |
|                 |    |              |                     |  |
| 2008.10.21      | 14 |              | Craig Steals Dad    |  |
|                 |    |              |                     |  |
| 2008.10.24      | 15 |              | Stunt               |  |
|                 |    |              |                     |  |
| 2008.10.22      | 16 |              | Princess            |  |
|                 |    |              |                     |  |
| 2008.10.27      | 17 |              | Movie               |  |
|                 |    |              |                     |  |
| 2008.10.28      | 18 |              | Bad Fad             |  |
|                 |    |              |                     |  |
| 2008.10.29      | 19 |              | Out of Jimmy’s Body |  |
|                 |    |              |                     |  |
| 2008.10.30      | 20 |              | Lunch Tables        |  |
|                 |    |              |                     |  |

## További Információk
- Tematikus Mit rejt Jimmy koponyája? wiki (angolul)